# Miecz bohaterów
Miecz bohaterów (ang. Sword of the Valiant: The Legend of Sir Gawain and the Green Knight) – brytyjski film fantasy z 1984 roku w reżyserii Stephena Weeksa. Film jest adaptacją średniowiecznego poematu rycerskiego pod tytułem Pan Gawen i Zielony Rycerz.

## Treść
Podczas jednej z uczt, starzejący się król Artur zarzuca swoim rycerzom, że stali się nazbyt leniwi w okresie pokoju i że upadł w nich dawny duch walki. Nie są już tymi dzielnymi wojownikami, którymi byli dawniej. Wtedy do komnaty wtargnął dziwny jeździec w zielonej zbroi, mieniącej się poświatą. Zaproponował wszystkim obecnym osobliwą grę: miał jako pierwszy położyć głowę pod topór. Ten, który ją zetnie wygrywa pojedynek, ale jeśli mu się nie powiedzie – Zielony Rycerz ma prawo rewanżu. Jednak żaden z rycerzy nie chciał podjąć wyzwania. Wówczas zgłosił się młody płatnerz Gawain. Król Artur wdzięczny za ocalenie honoru dworu mianował go rycerzem. Kiedy pojedynek się rozpoczął Gawain bez trudu strącił głowę Zielonego Rycerza. Wtedy stało się coś dziwnego: odcięta głowa przemówiła i wezwała tułów, by przywrócił ją na dawne miejsce. Kiedy nieszczęsny Gawain miał ponieść śmierć, Zielony Rycerz oświadczył, że daruje mu rok życia. Dodał, że daruje mu całe życie jeśli rozwiąże jego zagadkę. Jeśli nie uda mu się jej rozwiązać w ciągu roku czeka go śmierć. W ten sposób sir Gawain wyruszył wraz z giermkiem w świat w poszukiwaniu odpowiedzi na zagadkę Zielonego Rycerza, która miała ocalić jego życie.

## Obsada
- Sean Connery – Zielony Rycerz
- Emma Sutton – Morgana Le Fay
- John Serret – ksiądz
- Brian Coburn – Friar Vosper
- Peter Cushing – Seneschal
- Ronald Lacey – Oswald
- David Rappaport – Sage
- Mike Edmonds – mały człowiek
- Thomas Heathcote – Armourer
- Miles O’Keeffe – sir Gawain
- Leigh Lawson – Humphrey
- Trevor Howard – Król Artur
- Lila Kedrova – Lady of Lyonesse
- John Rhys-Davies – Baron Fortinbras